# Drobickij Jar

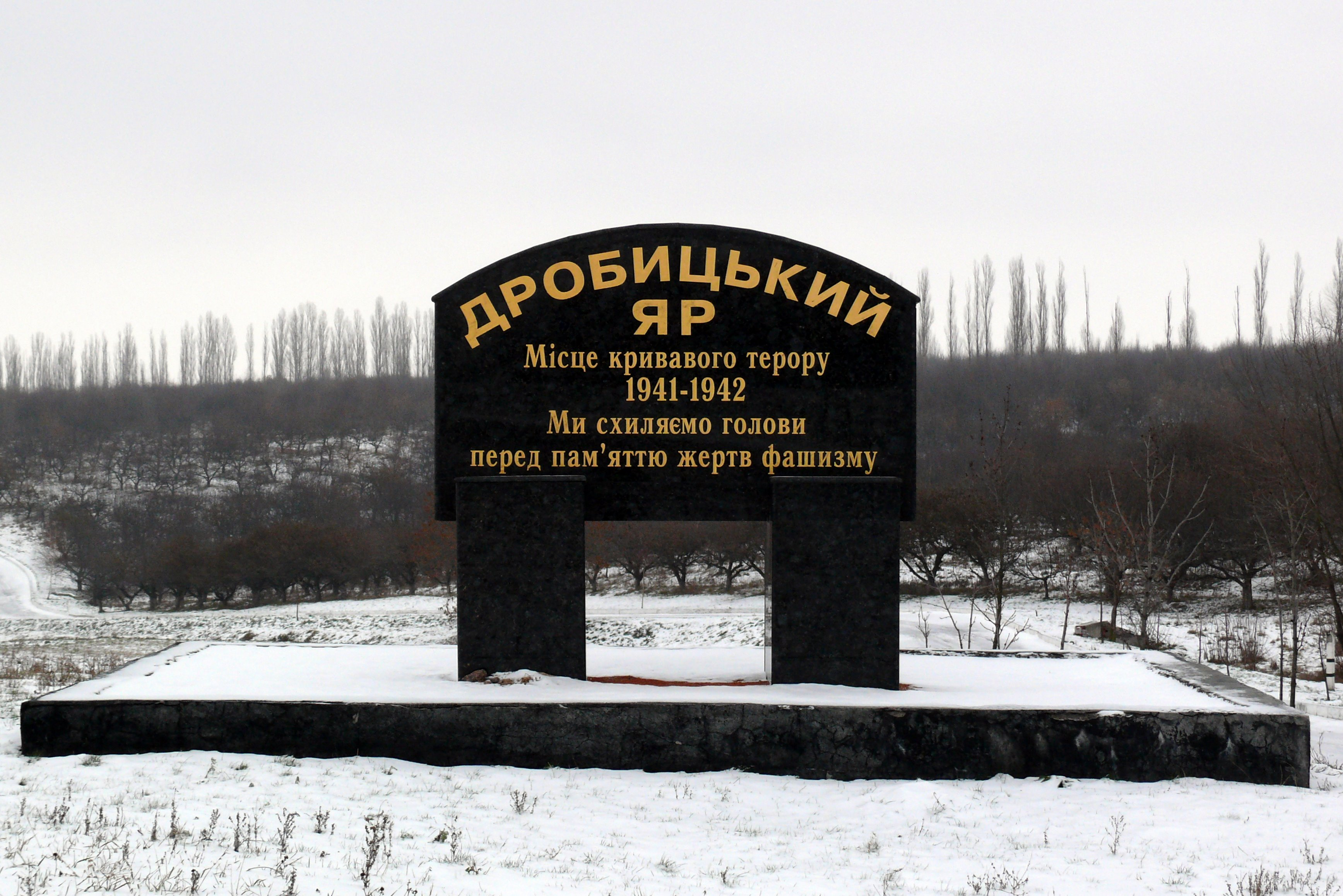
Vstupní tabule památníku

Drobickij Jar (ukrajinsky Дробицький Яр) je rokle 8–12 km jihovýchodně od Charkova na Ukrajině. V prosinci roku 1941 začala nacistická vojska napadající Sovětský svaz zabíjet místní obyvatele a pokračovala v průběhu následujícího roku. Na konci tohoto období bylo zabito kolem 16 000 lidí, převážně Židů. 15. prosince 1941, kdy byla teplota −15 °C, bylo zastřeleno asi 15 000 Židů. Nacisti na tomto místě popravili také Rusy, Ukrajince a Armény.

## Památník

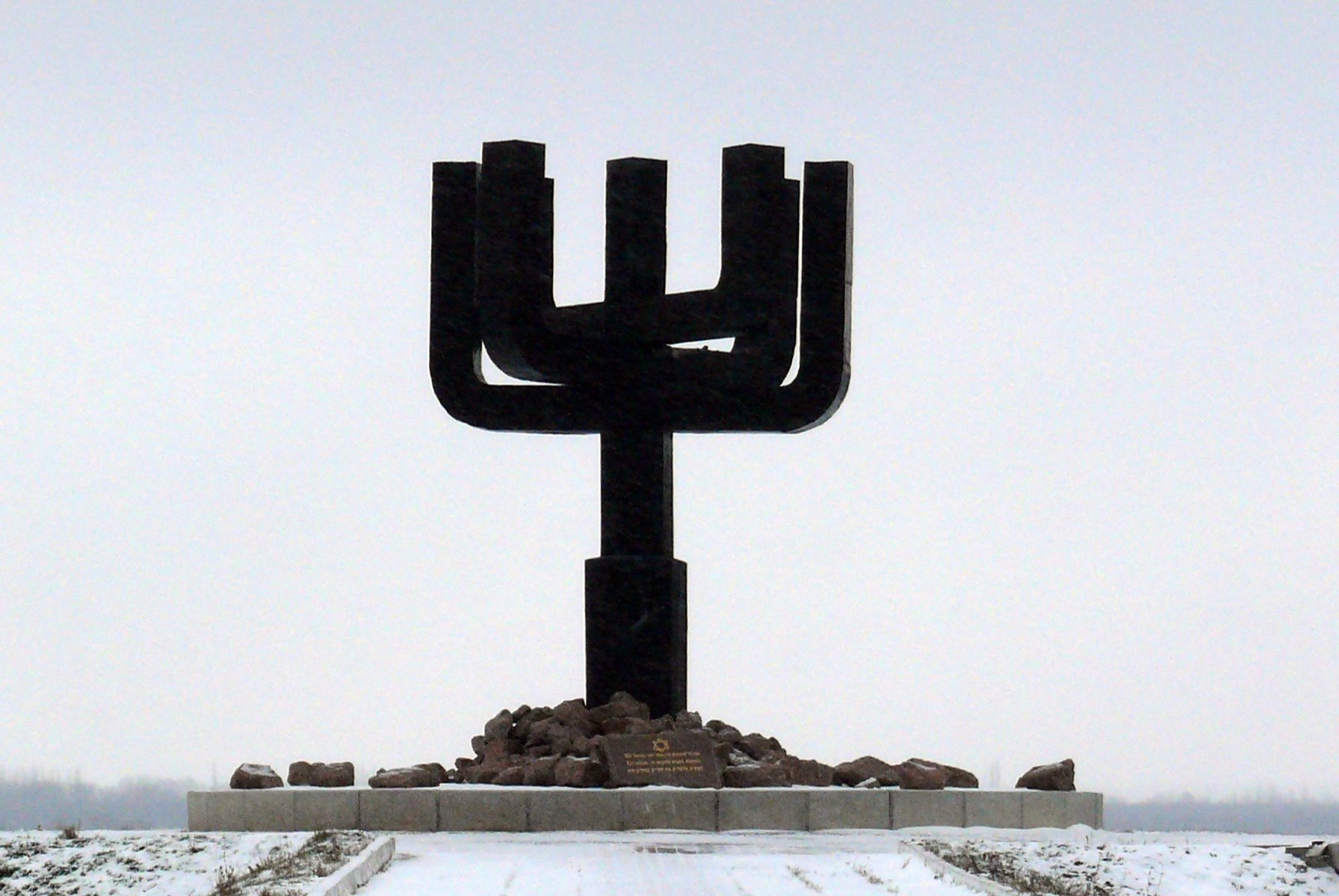
Drobitská menora

Na začátku 90. let 20. století proběhla soutěž o nejlepší design památníku, který by zvěčnil památku tisíců občanů, kteří zahynuli rukou nacistů. Bylo předloženo 29 návrhů. Vítězem se stal architekt A. Leibfreid. Výstavba trvala několik let. Musela být přerušena kvůli nedostatku finančních prostředků. Památník je umístěn na 49°56'5.23"N 36°26'55.36"E.
Na setkání koncem srpna roku 2001 rozhodla správa Charkovské oblasti o pokračování v budování památníku. Oblastní orgány dohlížely na stavební proces. Vládní kabinet ministrů Ukrajiny přidělil pro výstavbu 600 000 hřiven. Příspěvky poskytlo i město, oblastní správa a sponzoři.
13. prosince 2002 ukrajinský prezident Leonid Kučma otevřel památník.
Hlavní část památníku je pomník symbolizující synagogu s desaterem mezi sloupy; nejpozoruhodnější je: „Nezabiješ“. Památník začíná pomníkem stylizovaným pod židovskou menorou. Cesta vede od černé menory k hlavní bílé budově komplexu. Tisíce Židů Charkova po ní naposledy prošly v letech 1941–1942. Tato data jsou na zdi hlavní klenuté budovy. V podzemí se nachází pamětní sál; stěna ponese jména obětí, které zemřely.
Území zahrnuje dvě pohřební oblasti. Jeden z výkopů je dlouhý 100 m a druhý 60 m. Charkovské archivy předkládají údaje o 15 000 obětech. Nicméně nadace „Drobickij Jar“ uvádí počet obětí ke 30 000.
Při stavbě památníku bylo použito 180 tun žytomyrské žuly. Je to stejný typ materiálu, který byl použit pro Leninovo mauzoleum. Vzhledem ke specifickým kvalitám žuly (červené žilky), kameny ležící na úpatí menory se zdají, že krvácí.
Od roku 2006 byla jména 4 300 obětí z 16 000 mrtvých vyryta do podzemní památeční zdi, která byla osvětlena svíčkami v místnosti nazývané „Místnost tragédie“.

## Muzeum
27. ledna 2002 byla oficiálně otevřena nová expozice v Městském muzeu holokaustu v Charkově. Expozice vznikla v prosinci 2001, kdy si Charkov připomínal 60. výročí tragédie Drobickij Jar. Exkurze do rokle se konaly již dříve, ale oficiálně byla expozice otevřena až 27. ledna. Šest svíček hořelo na památku 6 milionům Židů, kteří zemřeli během holokaustu.